# Mineros de Caborca
Los Mineros de Caborca fue un equipo que participó en el Circuito de Baloncesto de la Costa del Pacífico con sede en Caborca, Sonora, México.

## Historia
Fue fundado en 2014 al tomar el lugar en la liga del equipo Mineros de Cananea.
El club se mudó solamente por una temporada a Caborca, para finalmente volver al mineral cananense en la temporada 2015.

## Jugadores

### Roster actual
Justin Watts	SG	6-5	210	15	34.9	8.5	17.0	.502	1.5	4.5	.328	4.9	6.8	.725	1.7	1.3	2.3	3.3	5.7	3.3	1.8	1.1	23.5
Jaycen Herring	F	6-5	205	8	35.8	6.2	14.5	.431	1.0	4.0	.250	4.8	6.9	.691	1.5	2.1	0.6	3.9	4.5	2.0	0.2	0.4	18.2
Jermaine Watson	G	6-3	205	3	33.8	5.3	13.0	.410	0.0	0.3	.000	7.0	9.7	.724	1.0	3.0	1.3	2.0	3.3	5.3	1.0	0.3	17.7
Edgar Soto	F	6-5	0	5	13.2	2.0	3.4	.588	1.6	2.2	.727	0.2	0.4	.500	0.4	0.4	0.6	1.8	2.4	0.0	0.0	0.2	5.8
Ezra Swanson	PG	5-11	178	16	21.3	1.8	3.9	.468	1.2	2.7	.465	0.4	0.8	.583	0.8	0.9	0.1	2.2	2.3	1.2	0.7	0.0	5.3
Orlando Zuniga	SG	6-4	0	5	15.3	2.2	4.0	.550	0.6	1.4	.429	0.0	0.4	.000	1.4	1.4	0.8	2.2	3.0	1.6	0.8	0.6	5.0
Alexis Cervantes	F	6-7	0	4	13.9	1.8	3.0	.583	0.0	0.0	.000	0.5	0.8	.667	0.0	2.0	0.8	3.2	4.0	0.2	0.2	0.0	4.0
Jorge Espinoza		0-0	0	1	7.4	1.0	2.0	.500	1.0	2.0	.500	0.0	0.0	.000	0.0	1.0	0.0	3.0	3.0	0.0	0.0	0.0	3.0
Leonardo Salazar Limon		0-0	0	6	14.4	1.3	3.2	.421	0.0	0.0	.000	0.0	0.0	.000	0.2	1.7	1.0	2.0	3.0	0.7	0.2	0.0	2.7
Juan Herrera	SF	6-6	0	9	14.5	1.1	4.1	.270	0.3	1.7	.200	0.0	0.0	.000	0.3	1.6	1.1	1.1	2.2	0.4	0.0	0.0	2.6
Carlos Manuel Soto Valdez	G	6-3	0	11	11.4	0.6	1.5	.412	0.1	0.4	.250	0.7	1.1	.667	0.4	1.4	1.3	0.8	2.1	0.3	0.2	0.3	2.1
Christian Elias		0-0	0	14	8.9	0.5	1.1	.438	0.1	0.4	.200	0.1	0.3	.500	0.4	1.1	0.3	0.6	0.9	0.2	0.3	0.0	
Jose Galvez		0-0	0	7	4.1	0.0	1.6	.000	0.0	0.6	.000	0.0	0.3	.000	0.0	0.3	0.1	0.3	0.4	0.3	0.0	0.0	0.0

### Jugadores destacados
'Justin Watts